# 夜明村
夜明村（よあけむら）は、大分県日田郡にあった村。現在の日田市の一部にあたる。

## 地理
筑後川（三隈川）右岸、同支流・大肥川の沿岸に位置していた。

## 歴史
- 1889年（明治22年）4月1日、町村制の施行により、日田郡夜明村が単独で村制施行し、夜明村が発足[1][2]。大字は編成せず[2]。
- 1954年（昭和29年）三隈川に夜明ダム完成[2]。
- 1955年（昭和30年）3月31日、日田市に編入され廃止[1][2]。

## 産業
- 農業、木炭、木材[2]

## 交通

### 鉄道
- 1932年（昭和7年）国有鉄道久大線（現久大本線）が開通し夜明駅開設[2]。
- 1937年（昭和12年）国有鉄道日田彦山線が開通し今山駅開設[2]。